# Bulongo
Bulongo est une localité du territoire de Beni de la province du Nord-Kivu, à l'est de la République Démocratique du Congo.

## Géographie
La localité est située sur la route nationale RN 4 à 62 km au sud-est du chef-lieu territorial Oicha. 

## Administration
Localité de 22 342 électeurs enrôlés en 2018, elle a le statut de commune rurale de moins de 80 000 électeurs, elle compte 7 conseillers municipaux en 2019.